# يكة غواتيمالية
اليوكا الغواتيمالية أو اليوكا الفيلية أو اليوكا العملاقة نوع نباتي يتبع جنس اليوكا من الفصيلة الأغافية (باللاتينية: Agavaceae).

## الموئل والانتشار
موطنه أمريكا الوسطى. زهرته هي الزهرة الوطنية للإكوادور.

## الوصف النباتي
النبات معمر ومستديم الخضرة. يمكن أن يصل ارتفاعه في بعض الحالات إلى 9 أمتار وعرضه إلى 4.5 م، ولكن في العادة ارتفاعه أقل من ستة أمتار. يمكن أن يكون لها أكثر من جذع. الأوراق رمحية يمكن أن يصل طولها إلى 120 سم. الأزهار بيضاء تنتج ثماراً لحمية بنية بيضوية يصل طولها إلى 2.5 سم.